# Андерс Колсефини
Андерс Колсефни (на английски: Anders Colsefni) е американски музикант и певец, бивш вокалист и перкусионист на групата Слипнот – също неин съосновател.
Изгонен е от слипкнот по вина на roadrunner records, защото slipknot подписват договор, че за да може roadrunner records да издават песните им трябва да си сменят вокала.